# Conferência dos Embaixadores
A Conferência dos Embaixadores das Principais Potências Aliadas e Associadas foi uma organização inter-aliados da Entente no período após o fim da Primeira Guerra Mundial. Formada em Paris em janeiro de 1920, tornou-se um sucessor do Conselho Supremo de Guerra e mais tarde foi de facto incorporado à Liga das Nações como um dos seus órgãos sociais. Tornou-se menos ativa após os Tratados de Locarno de 1925 e deixou de existir formalmente em 1931 ou 1935. A Conferência consistiu de embaixadores da Grã-Bretanha, Itália e Japão creditados em Paris e do ministro dos Negócios Estrangeiros francês. O embaixador dos Estados Unidos participou como observador, porque os EUA não foi uma parte oficial para o Tratado de Versalhes. O diplomata francês René Massigli foi seu secretário-geral por toda a sua existência.
A Conferência foi formada para fazer cumprir os tratados de paz e mediar várias disputas territoriais entre os estados europeus. Algumas das regiões disputadas tratadas pela Conferência incluiu Silésia de Cieszyn (entre a Polônia e a Checoslováquia), Região de Vilnius (entre a Polônia e Lituânia), Região de Klaipėda (entre a Alemanha e Lituânia), e o incidente de Corfu (entre a Itália e Grécia). Uma de suas principais decisões territoriais foi feita em 15 de março de 1923 em reconhecer as fronteiras orientais da Polônia criada após a Guerra polaco-soviética de 1920.